# Anten (volk)

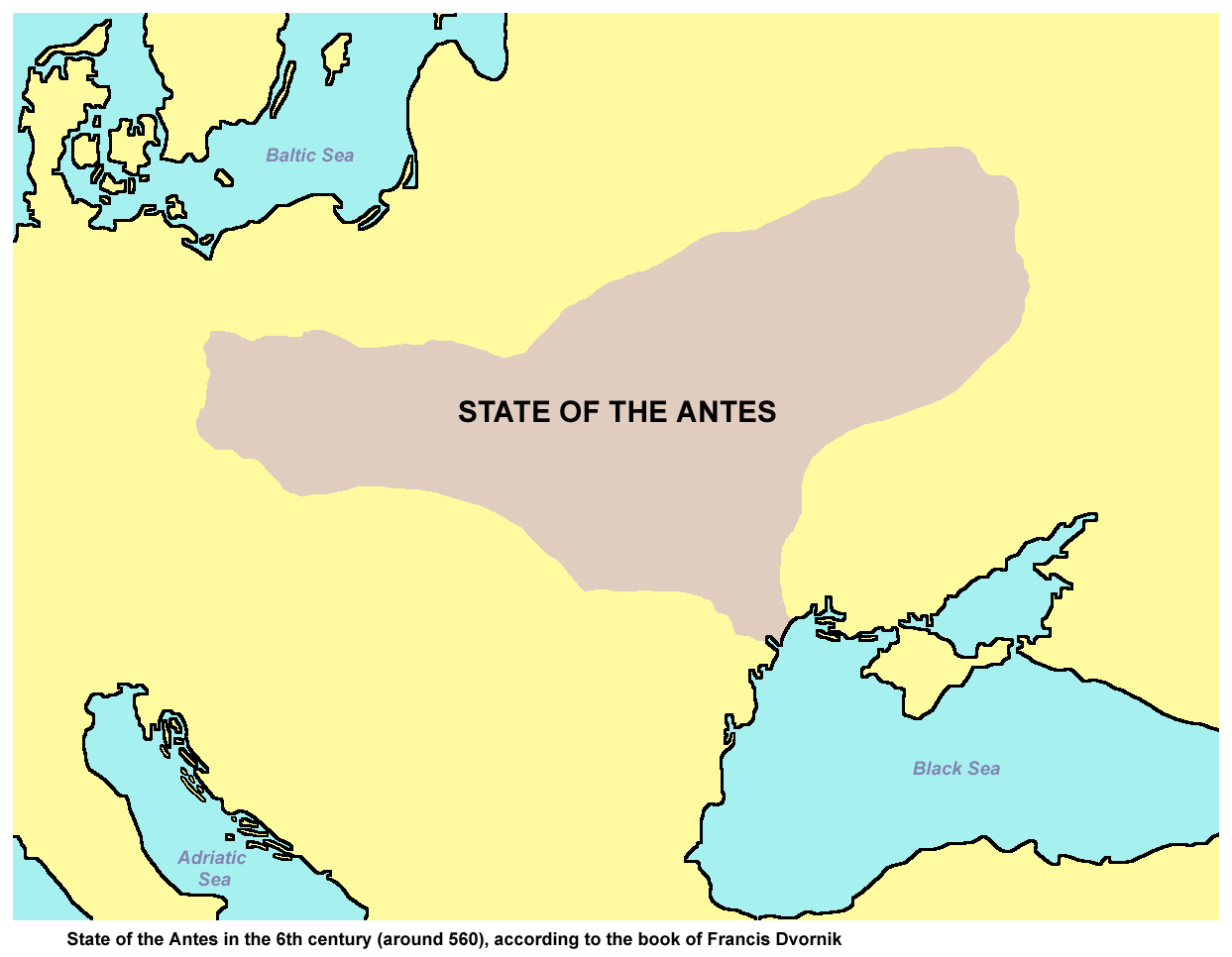
Gebied van de Anten

De Anten of Antae waren een vroeg-middeleeuwse stammenunie die in de 6e en 7e eeuw ten noorden van de benedenloop van de Donau en de Zwarte Zee op het grondgebied van het huidige Moldavië en Oekraïne woonden.  
Ze worden, hoewel omstreden, wel geassocieerd met de archeologische Penkivkacultuur. 

## Oorsprong en taal
Hoewel de Anten meestal als een overwegend Slavische stammenunie worden beschouwd, zijn er tal van andere theorieën  over hun oorsprong. Een reden hiervan is het gebrek aan literaire bronnen, afgezien van de volksnaam en een handvol namen van vorsten.
De naam Anten zelf lijkt niet-Slavisch, maar wordt vaak als Iraans beschouwd. De Anten zouden dan een westelijke groep van de Alanen geweest zijn, die over een bevolking van Slavische landbouwers heerste. Uiteindelijk zouden ze door deze Slavische bevolking geassimileerd worden. 
Hoewel de eerste ondubbelzinnige vermelding van de Antes uit de 6e eeuw na Christus stamt, heeft men wel geprobeerd om hen te verbinden met de An-tsai uit het Chinese Boek van de Late Han (2e eeuw v.Chr). Plinius de Oudere vermeldt enkele Anti aan de oevers van de Zee van Azov, en inscripties op het schiereiland Kertsj uit de 3e eeuw na Christus vermelden de naam antas.

## Geschiedenis
Jordanes beschrijft een strijd tussen koning Boz van de Anten en Vinitharius van de Goten na diens onderwerping door de Hunnen. Na de Goten aanvankelijk te verslaan, verloren de Anten de tweede slag, en Boz en 70 van zijn vooraanstaande edelen werden gekruisigd. Hier wordt de betrouwbaarheid van Jordanes tegenwoordig echter sterk betwijfeld.
Jordanes stelt dat zij woonden 'in de bocht van de Zwarte Zee', van de Dnjestr tot aan de Dnjepr. Procopius daarentegen lokaliseert ze net voorbij de noordelijke oever van de Donau. 
De eerste gedocumenteerde aanval op Romeins grondgebied was in het jaar 518. Na door Germanus verslagen te zijn moment stelden de Romeinen de Anten als bondgenoten (foederati) in, betaalden ze stipendia en schonken hun zelfs een verlaten keizerlijke stad, genaamd Turris, ergens ten noorden van de Donau. Een detachement van Anten-soldaten vocht in Italië voor de Romeinen tegen de Ostrogoten. In beslag genomen door conflicten met de Kutriguren en andere Slavische stammen werd hun grondgebied uiteindelijk in de jaren '590 door de Avaren veroverd.
De Anten worden in 602 voor het laatst vermeld.